# Erik Horrie
Erik Horrie (nascido em 17 de outubro de 1979) é um remador paralímpico australiano, campeão mundial em 2013, 2014 e 2015, além da medalha de bronze em 2011. Conquistou duas medalhas de prata paralímpica, sendo em Londres 2012 e na Rio 2016.

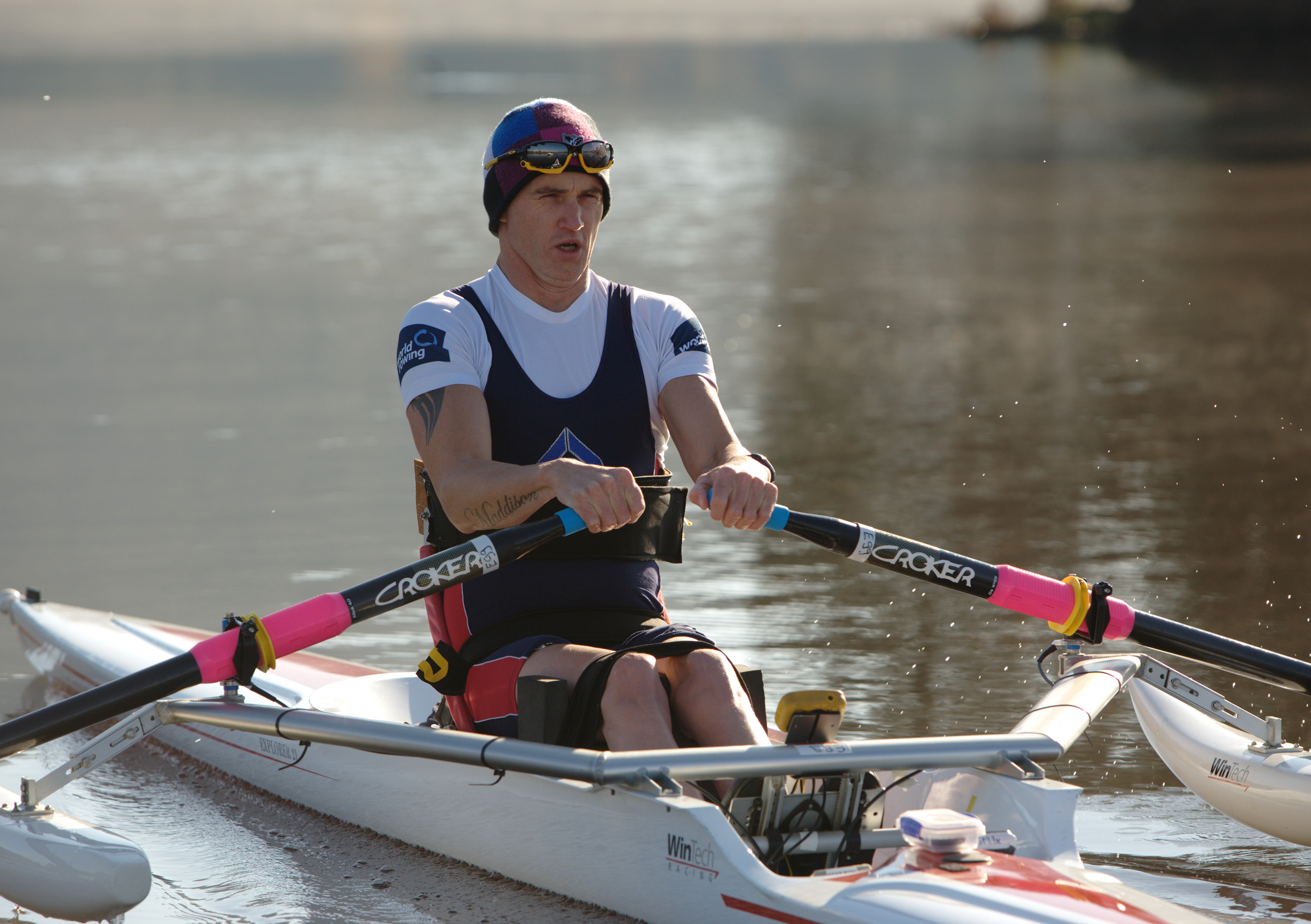
Erik Horrie remando sobre a água.